# Аманда Куцер
Аманда Куцер (афр. Amanda Coetzer; рођена 22. октобра 1971. у Хопстаду, ЈАР) бивша је јужноафричка тенисерка. Тенисом се професионално бавила од 1988. до 2004. године. Највећи успех у каријери био јој је треће место на WTA листи најбољих тенисерки света, 3. новембра 1997. године.

## Приватни живот
Аманда Куцер је кћерка адвоката Ника и Саске. Има три сестре: Исабелу, Николу и Мартел. Тенис је почела да игра са шест година.
У браку је са холивудским продуцентом Арноном Милшаном.

## Каријера
Током Канада опена 1995. године, Куцерова је победила три тенисерке међу првих пет: Штефи Граф (број 1), Јану Новотну (број 4) и Мери Пирс (број 5), да би у финалу била поражена од Монике Селеш. Победом над Графовом прекинула је Немичин низ од тридесет и два добијена меча. Наредне године, на Отвореном првенству Аустралије, Куцерова је постала прва Јужноафриканка која је стигла до полуфинала неког гренд слем турнира. У полуфиналном мечу изгубила је од Немице Анке Хубер.
Њена најбоља сезона била је 1997. Стигла је до полуфинала Отвореног првенства Аустралије другу годину за редом, а у четвртом колу савладала је тада прву тенисерку света Штефи Граф. Затим је поново победила Графову на Отвореном првенству Немачке, задавши немачкој тенисерки један од најтежих пораза у каријери, са 6-0, 6-1. Исте године стигла је и до полуфинала Отвореног првенства Француске, у коме је изгубила од, касније победнице турнира, Иве Мајоли. На турниру у Лајпцигу, Куцерова је победила Хингисову, тада прву играчицу света. Поред тога, освојила је две титуле у појединачној конкуренцији те године, у Будимпешти и Луксембургу.
Најзначајнија титула у њеној каријери је са турнира прве категорије у Чарлстону. Године 1999. Куцерова је постала прва тенисерка која је победила Штефи Граф, Мартину Хингис и Линдси Давенпорт у тренутку када су заузимале прво место на ВТА листи.
Године 2000. наступала је у Хопман купу. Играла је шест година за јужноафричку Фед куп репрезентацију, а три пута је представљала Јужноафричку Републику на Летњим олимпијским играма. Године 2001. девети пут заредом пласирала се на завршни шампионат ВТА.
У каријере је освојила девет титула у појединачној и девет титула у конкуренцији женских парова. Последњу титулу освојила је у Акапулку 2003. године.

### Опрема
Током професионалне каријере Аманда Куцер је користила је рекете марке Вилсон, а њен модел био је Wilson H Tour. Носила је опрему фирме Најки''.

### Надимак
Аманда Куцер била је позната под надимком Мали убица (енгл. The Little Assassin). Надимак је добила јер је, упркос ниском стасу (158 центиметара), остваривала невероватне победе.

## Награде
- 1997: Награда ВТА за тенисерку која је највише напредовала[3]
- 1997: Награда ВТА [3]
- 1997: Награда Карен Кранцке за спортски дух[3]

## Титуле

### Појединачно (9)
| Легенда           |
| Гренд слем (0)    |
| ВТА шампионат (0) |
| Тијер I (1)       |
| Тијер II (1)      |
| Тијер III (3)     |
| Тијер IV (4)      |

| Бр. | Датум               | Турнир                           | Подлога | Противница у финалу    | Резултат      |
| 1.  | 17. јануар 1993.    | Мелбурн, Аустралија              | Тврда   | Наоко Савамацу         | 6–2, 6–3      |
| 2.  | 26. септембар 1993. | Токио, Јапан                     | Тврда   | Кимико Дате            | 6–3, 6–2      |
| 3.  | 15. мај 1994.       | Праг опен, Праг, Чешка Република | Тврда   | Еша Свенсон            | 6–1, 7–6      |
| 4.  | 27. април 1997.     | Будимпешта, Мађарска             | Шљака   | Сабин Апелман          | 6–1, 6–3      |
| 5.  | 26. октобар 1997.   | Луксембург, Луксембург           | Тепих   | Барбара Паулус         | 6–4, 3–6, 7–5 |
| 6.  | 5. април 1998.      | Чарлстон, САД                    | Шљака   | Ирина Спирља           | 6–3, 6–4      |
| 7.  | 21. мај 2000.       | Антверпен, Белгија               | Шљака   | Кристина Торенс Валеро | 4–6, 6–2, 6–3 |
| 8.  | 4. март 2001.       | Акапулко, Мексико                | Шљака   | Јелена Дементјева      | 2–6, 6–1, 6–2 |
| 9.  | 2. март 2003.       | Акапулко, Мексико                | Шљака   | Маријана Дијаз-Олива   | 7–5, 6–3      |